# 乔克·兰代尔
乔克·兰代尔（英語：Jock Landale，1995年10月25日—），澳大利亚男子篮球运动员。他曾代表澳大利亚国家队参加2020年夏季奥林匹克运动会篮球比赛，获得一枚铜牌。他也曾参加2019年国际篮联篮球世界杯。现效力于NBA曼菲斯灰熊。

## 職業生涯
2023年7月6日，蘭代爾與休士頓火箭隊簽約。